# Thiachroia flavala
Thiachroia flavala là một loài bướm đêm trong họ Noctuidae.